# Campo della Salute
El Campo della Salute és la plaça de Venècia al barri de Dorsoduro, oberta al Gran Canal i prop de la Punta della Dogana.

## Descripció
Vorejat a l'oest pel Rio della Salute, domina la Basílica de Santa Maria della Salute, el Seminari Patriarcal amb el petit museu de la Pinacoteca Manfrediniana i la façana posterior de la Dogana da Mar, actual seu de la Col·lecció Pinault. Sens dubte, és una de les places més visibles des del Gran Canal i tema d'innombrables pintures de Canaletto. Està dominada per la imponent façana de la basílica, consagrada el 1687 i obra de Baldassarre Longhena, molt estimada pels venecians i erigida en acció de gràcies per l'alliberament de la pesta de 1630.
Aquest agraïment es continua celebrant cada any el 21 de novembre amb la festa de la Madonna della Salute, durant la qual les ribes oposades del Gran Canal s'uneixen amb un pont de pontons.
El paviment del davant, aparentment dissenyat pel mateix Longhena, està decorat amb marbre blanc entre les pedres centenàries i una àmplia escala cap a l'aigua l'obre cap al Gran Canal. Els absis gòtics de l' església de Sant Gregori i el suggestiu edifici antic de l'abadia del mateix nom dominen l'estret riu della Salute.